# Gmina Chmielno
Die Gmina Chmielno ist eine Landgemeinde im Powiat Kartuski der Woiwodschaft Pommern in Polen. Ihr Sitz ist das gleichnamige Dorf (deutsch Chmelno, kaschubisch Chmielno) mit etwa 1700 Einwohnern.

## Geographische Lage
Die Gemeinde liegt in der seenreichen Kaschubischen Schweiz im ehemaligen Westpreußen, einige Kilometer westlich von Kartuzy (Karthaus), 20 Kilometer nördlich von Kościerzyna (Berent) und 40 Kilometer westlich von Danzig.

## Gliederung
Zur Landgemeinde (gmina wiejska) Chmielno gehören zehn Ortsteile (deutsche Namen bis 1945) mit einem Schulzenamt (sołectwo):
| - Chmielno (Chmielno, 1939–1945 Chmelno) - Przewóz (Lindenhof) - Zawory (Saworri) - Cieszenie (Zeschin, 1942–1945 Zeschen) - Miechucino (Miechutschin, 1942–1945 Mechenhof) | - Reskowo (Röskau, 1939–1945 Roskau) - Borzestowska Huta (Borzestowerhütte) - Borzestowo (Borzestowo) - Garcz (Gartsch, 1939–1945 Garz) - Kożyczkowo (Kositzkau) |

Weitere Ortschaften der Gemeinde sind:
| - Babino - Borczaki - Bukowinki - Cegliska - Chmieleńskie Chrósty - Chmielonko - Dejk | - Glinno - Grodzisko - Haska - Koryta - Koszkania - Lampa - Lipowiec (Lippowitz) | - Łączyńska Huta (Mettkau) - Maks (Max) - Miechucińskie Chrósty (Oberhof) - Młyn Dolny - Młyn Górny - Osowa Góra - Rekowo | - Rzym - Stanowisko - Stary Dwór - Strysza Góra (Strißagorra) - Sznurki (Schnurken) - Węgliska - Zajezierze (Zajerzora) |